# محمد كمال ابن اسماعيل
محمد كمال ابن اسماعيل شاعر وأديبو باحث ومحقق سوري ولد في حلب في حي الجلوم العريق عام 1938 . 
حصل على إجازة في آداب اللغة العربية من جامعة دمشق 1964. وعلى دبلوم في التربية عام 1965 م
عين في وزارة التربية مدرساً للغة العربية لمدة خمس عشرة سنة حيث درس في ثانويات حلب ثم عين مدققا لغويا في مديرية المطبوعات الجامعية بجامعة حلب  وانتقل بعدها إلى التعليم العالي للتدريس في كليتي الاداب والتأهيل التربوي.
من مؤلفاته ديوان شعري بعنوان حريق الفصول صدر عام 1999، كذلك له مسرحية مترجمة بعنوان «تماثيل الوحوش الزجاجية». 
وعدد من التحقيقات منها موسوعة حلب المقارنة للأسدي، وإعلام النبلاء بتاريخ حلب الشهباء للطباخ، والدراري في ذكر الذراري لابن العديم، والدر النضيد من كتاب العقد الفريد لابن عبد ربه.
اليواقيت والضرب لابي الفداء الحموي، إرشاد القاصد إلى اسنى المقاصد (مشترك) 
كما قام بكتابة ابحاث عن بدوي الجبل وصلاح عبد الصبور وعمر أبو ريشة وغيرهم وله أيضا ابحاث واسعة مكنته ان تمتد افكاره إلى الادب الغربي فكتب عن (همنغواي)  و (وليامز)
وله عدد من الأبحاث والدراسات في التراث العربي، ومشاركات في مؤتمرات علمية داخل سورية وخارجها. كما شارك في تحرير عدد من الموسوعات.